# Центральноукраинский национальный технический университет
Центральноукраинский национальный технический университет (укр. Центральноукраїнський національний технічний університет) — украинское высшее учебное заведение в городе Кропивницком, основанное в 1929 году.

## Названия
- 1929 — Зиновьевский вечерний индустриальный сельскохозяйственного институт машиностроения (укр. Зінов'євський вечірній індустріальний сільськогосподарський інститут машинобудування)
- 1956 — Отдел Харьковского политехнического института (укр. Відділ Харківського політехнічного інституту)
- 1962 — Кировоградский филиал Харьковского политехнического института (укр. Кіровоградська філія Харківського політехнічного інституту)
- 1967 — Кировоградский институт сельскохозяйственного машиностроения (укр. Кіровоградський інститут сільськогосподарського машинобудування)
- 1998 — Кировоградский государственный технический университет (укр. Кіровоградський державний технічний університет)
- 2004 — Кировоградский национальный технический университет (укр. Кіровоградський національний технічний університет)
- 2017 — Центральноукраинский национальный технический университет (укр. Центральноукраїнський національний технічний університет)

## История

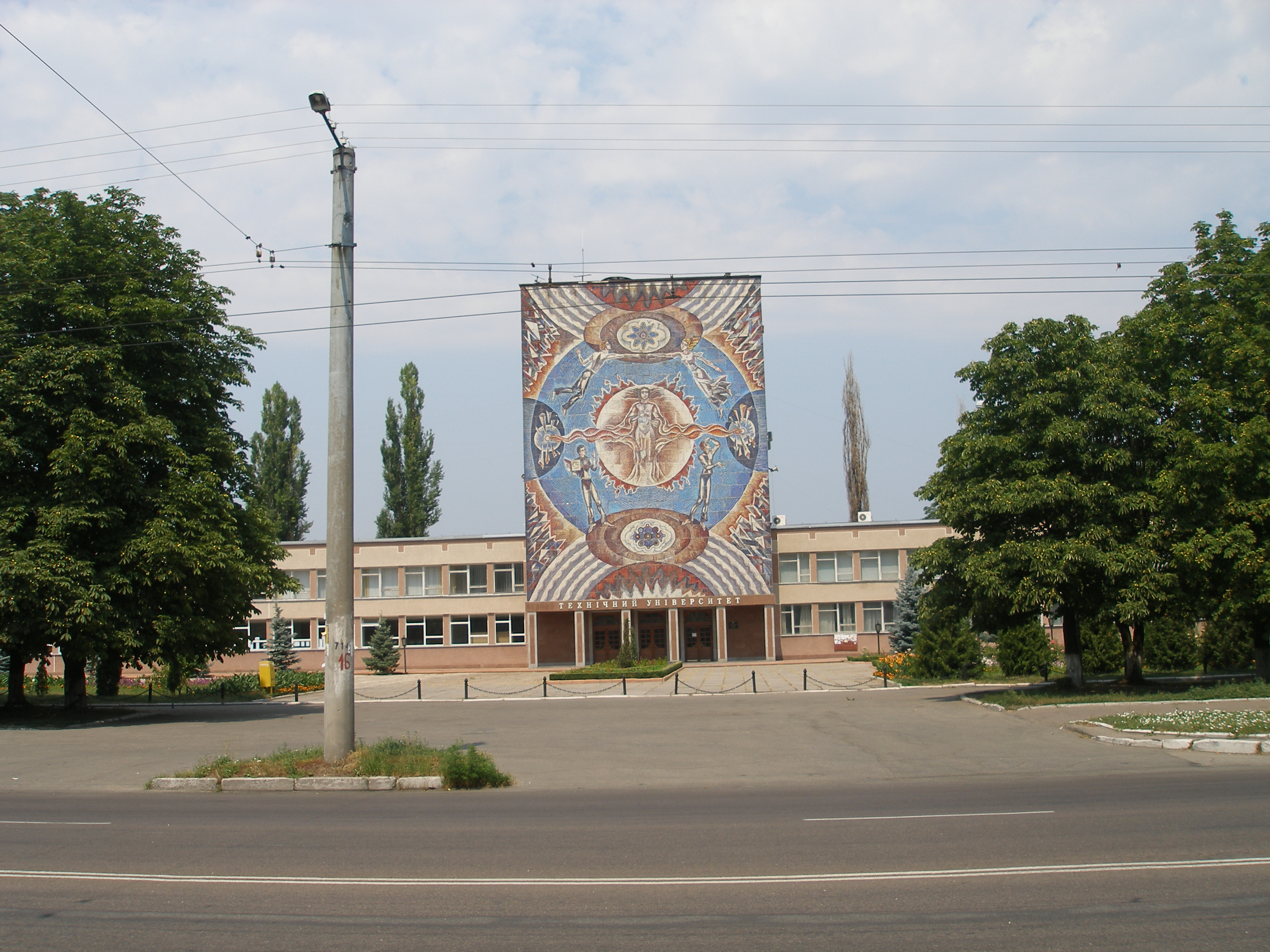
Здание университета

В 1929 году был образован Зиновьевский вечерний индустриальный институт сельскохозяйственного машиностроения.
В 1956 году учреждение получило статус отдела, а в 1962 году — Кировоградского филиала Харьковского политехнического института.
В 1967 году на базе филиала ХПИ был основан Кировоградский институт сельскохозяйственного машиностроения.
В 1998 году институт был преобразован в Кировоградский государственный технический университет. В 2004 году 75-летие университета посетил президент Украины Леонид Кучма и присвоил учреждению статус «национального».
В августе 2016 года из-за вступление в силу закона о декоммунизации учёный совет и собрание трудового коллектива КГТУ приняли решение переименовать вуз в Центральноукраинский национальный технический университет. Процедура переименования была официально закончена 19 апреля 2017 года, после вступления в силу нового устава университета.

## Ректоры
- Михаил Черновол (с 1996)[1]

## Рейтинги
В рейтинге «Топ-200 Украина» 2016 года, аккредитованном Международной экспертной группой по ранжирования (IREG), университет занял 57 место.
В 2019 году в рейтинге учебных заведений Украины III и IV уровней «Топ-200 Украина 2019», составленном Центром международных проектов «Еврообразование» и международной группой экспертов IREG Observatory on Academic Ranking and Excellence, ЦНТУ занял 71 место.
По результатам показателей базы данных SciVerse Scopus, составленном в апреле 2020 года, ЦНТУ занял 107 место.

## Издания
Университет издаёт «Студенческий вестник» и профессиональные научные сборники «Конструирование, производство и эксплуатация сельскохозяйственных машин», «Техника в сельскохозяйственном производстве, отраслевое машиностроение, автоматизация», «Научные труды Кировоградского национального технического университета. Экономические науки».

## Спорт
Бейсбольная команда университета «Биотехком-КНТУ» является 24-кратным чемпионом Украины и 22-кратным обладателем Кубка Украины. Состав команды сформирован из студентов и преподавателей университета. Игроки «Биотехкома» также формируют состав сборной Украины по бейсболу.